# Valmont (râu)

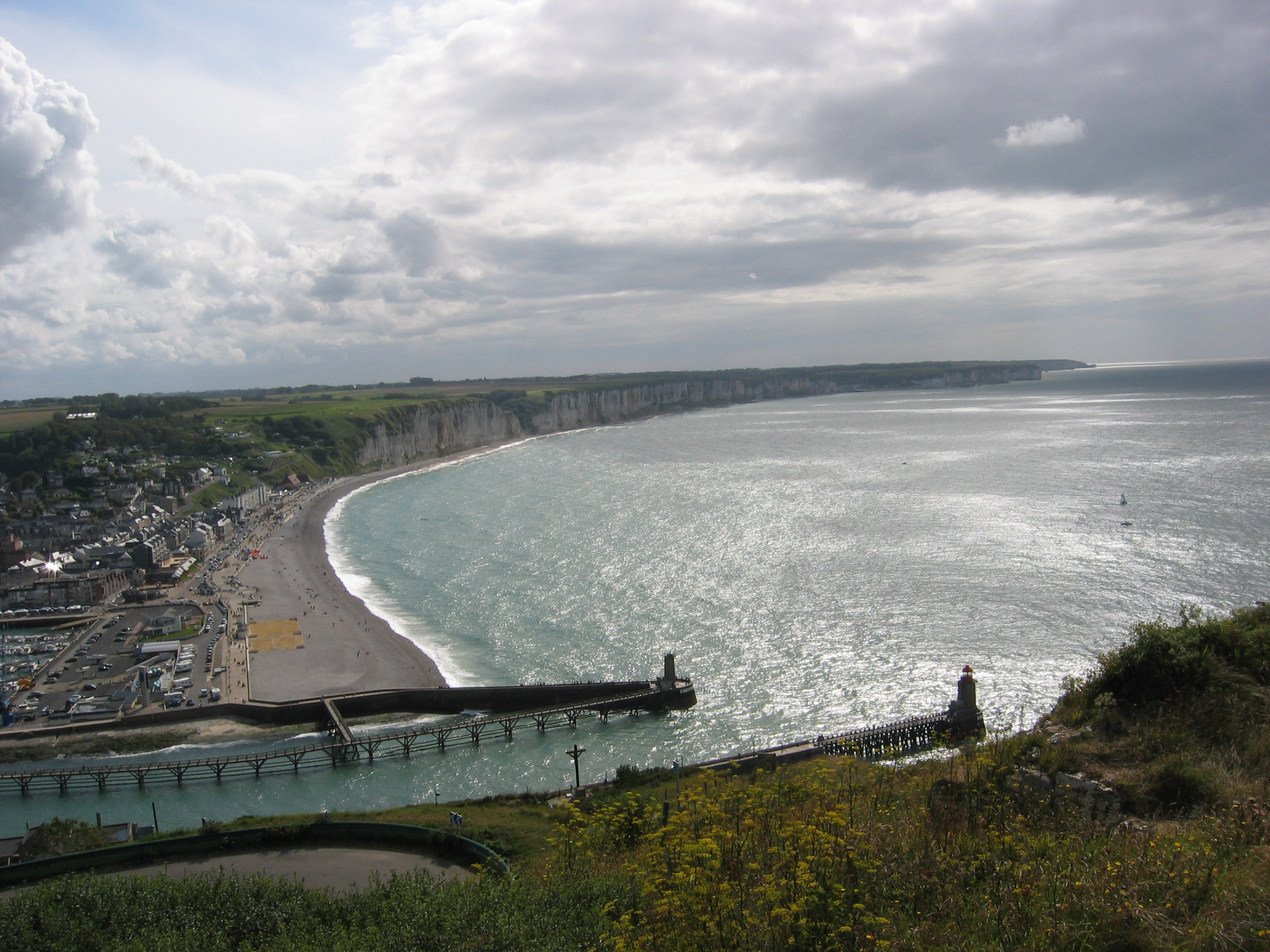
Râul de coastă Valmont, la vărsarea în Marea Mânecii, la Fécamp

Valmont (numit și râul Valmont sau, mai rar, râul Fécamp) este un râu de coastă din departamentul Seine-Maritime, care se varsă în Marea Mânecii, la Fécamp.